# Loro Boriçi
Loro Boriçi   (Shkodër, 4 d'agost de 1922 - Tirana, 24 d'abril de 1984) fou un futbolista albanès de les dècades de 1940 i 1950 i entrenador. Fou 23 cops internacional amb la selecció albanesa. Pel que fa a clubs, defensà els colors de Partizan Tirana, Vllaznia i Lazio.